# Politics (Korn)
Politics è un brano musicale dei Korn, pubblicato nel 2006 come terzo singolo estratto dall'album See You on the Other Side, uscito nel 2005.

## Il video
Il video di Politics è tratto da uno dei concerti del Family Values Tour 2006.

## Tracce
1. Politics – 3:16
2. Twisted Transistor (Live in Athens) – 3:24
3. Hypocrites (Live in Holland) – 4:06

## Formazione
- Jonathan Davis - voce
- David Silveria - batteria
- Munky - chitarra
- Fieldy - basso

## Classifiche
| Classifica (2006)             | Posizione massima |
| ----------------------------- | ----------------- |
| Stati Uniti (dance club)      | 20                |
| Stati Uniti (mainstream rock) | 18                |